# Sen (moneta)

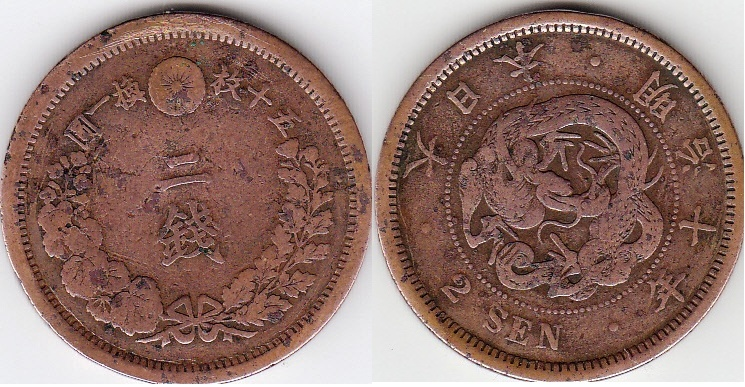
2 seny japońskie z 1877 roku

Sen – moneta zdawkowa używana w państwach Azji Południowo-Wschodniej. Etymologicznie wywodzi się od francuskiego centyma, a ten od łacińskiego centa (tak samo jak centavo, centesimo czy centimos). Ze względu na dewaluację walut, obecnie w obrocie używana jest jedynie w Malezji.
Sen jest używany w:
- Brunei jako 1/100 dolara Brunei (obecnie dominuje nazwa cent);
- Indonezji jako 1/100 rupii indonezyjskiej;
- Japonii jako 1/100 jena, a w okresie Meiji także równowartość 100 rinów i 10 funów (oryginalnie jako jednostka wagi) – od 1953 wycofany z użytku;
- Kambodży jako 1/100 riela kambodżańskiego;
- Malezji jako 1/100 ringgita (w obiegu są monety 1, 5, 10, 20 i 50 senów[1]);
- Singapurze jako 1/100 dolara singapurskiego (obecnie dominuje nazwa cent).

Ponadto używano go na Tajwanie pomiędzy 1895 a 1945 rokiem i w Korei między 1910 a 1945 rokiem.